# Xã Farmington, Quận Washington, Arkansas
Xã Farmington (tiếng Anh: Farmington Township) là một xã thuộc quận Washington, tiểu bang Arkansas, Hoa Kỳ. Năm 2010, dân số của xã này là 5.974 người.